# Ben Cross
Harry Bernard „Ben“ Cross (* 16. Dezember 1947 in London; † 18. August 2020 in Wien) war ein britischer Schauspieler.

## Leben
Cross studierte an der Londoner Royal Academy of Dramatic Arts. Er debütierte Anfang der 1970er Jahre in einer Folge der Fernsehserie Wessex Tales, später spielte er neben Michael York in dem Fernsehfilm Die großen Erwartungen (1974). In dem preisgekrönten Filmdrama Die Stunde des Siegers (1981) spielte er den jüdischen Sportler Harold Abrahams.
Cross spielte in der Fernsehserie Palast der Winde die Hauptrolle des Ashton Pelham-Martyn, in weiteren Rollen waren unter anderen Amy Irving, Christopher Lee, Omar Sharif und John Gielgud zu sehen. In dem Fernsehfilm Jagdfieber (1988) übernahm Cross neben Mariel Hemingway eine der Hauptrollen, in dem Thriller Hydrotoxin – Die Bombe tickt in Dir (1992) spielte er neben Pierce Brosnan. In dem Film Der 1. Ritter (1995) mit Sean Connery, Richard Gere und Julia Ormond war er als böser Prinz Malagant zu sehen. 2009 verkörperte er den Botschafter Sarek in dem Kinofilm Star Trek. Sein Schaffen umfasst mehr als 90 Film- und Fernsehproduktionen.
Cross war dreimal für den CableACE Award nominiert: 1984 für die Hauptrolle in der Fernsehserie Palast der Winde, 1989 für die Hauptrolle in dem Fernsehfilm Jagdfieber und 1996 für seinen Auftritt in einer Folge der Fernsehserie Poltergeist – Die unheimliche Macht. Für seine Rolle in der Fernsehserie Dark Shadows war er 1992 für einen Soap Opera Digest Award nominiert.
Er war von 1977 bis 1992 mit Penny Cross verheiratet, mit der er zwei Kinder hat, von 1996 bis 2005 mit Michele Moerth. Im August 2018 heiratete er die Bulgarin Deyana Boneva. Ben Cross starb im August 2020 im Alter von 72 Jahren an einer Krebserkrankung.

## Filmografie (Auswahl)
- 1972: The Reprieve (Kurzfilm)
- 1974: Die großen Erwartungen (Great Expectations, Fernsehfilm)
- 1977: Die Brücke von Arnheim (A Bridge Too Far)
- 1980: Die Profis (The Professionals, Fernsehserie, Episode 4x07)
- 1981: Die Stunde des Siegers (Chariots of Fire)
- 1984: Inzest (L’Attenzione)
- 1984: Palast der Winde (The Far Pavilions, Mini-Fernsehserie)
- 1985: Die Verschwörung von Assisi (The Assisi Underground)
- 1988: Paperhouse – Albträume werden wahr (Paperhouse)
- 1988: Jagdfieber (Steal the Sky)
- 1991: Dark Shadows (Fernsehserie)
- 1992: Hydrotoxin – Die Bombe tickt in Dir (Live Wire)
- 1992: The Criminal Mind
- 1995: Der 1. Ritter (First Knight)
- 1997: The Invader – Killer aus einer anderen Welt (The Invader)
- 1997: Turbulence
- 1997: Die Bibel – Salomon (Solomon)
- 1997: Eine tödliche Blondine (The Corporate Ladder)
- 2001: Young Blades
- 2001: The Order
- 2002: Meine Schwester, das Biest (She Me and Her)
- 2004: Spartacus
- 2004: Exorzist: Der Anfang (Exorcist: The Beginning)
- 2005: The Mechanik
- 2005: Icon
- 2006: Zombies (Wicked Little Things)
- 2006: Der Gen Soldat (S.S. Doomtrooper, Fernsehfilm)
- 2006: Undisputed 2
- 2006: Hannibal – Der Albtraum Roms (Hannibal, Fernsehfilm)
- 2007: Grendel (Fernsehfilm)
- 2007: Und Nietzsche weinte (When Nietzsche Wept)
- 2007: Rin Tin Tin (Finding Rin Tin Tin)
- 2007: Species IV – Das Erwachen (Species: The Awakening)
- 2008: Hero Wanted – Helden brauchen kein Gesetz (Hero Wanted)
- 2008: War Inc. – Sie bestellen Krieg: Wir liefern (War, Inc.)
- 2008: Lost City Raiders
- 2009: Star Trek
- 2010: Ben Hur
- 2011: Ice – Der Tag, an dem die Welt erfriert (Ice) (Fernsehfilm)
- 2011: William und Kate – Ein Märchen wird wahr (William & Kate)
- 2012: Das Gesetz in meiner Hand (A Common Man)
- 2013: Jack the Giant Killer
- 2013–2014: Banshee – Small Town. Big Secrets. (Banshee, Fernsehserie, 14 Episoden)
- 2015: The Viking – Der letzte Drachentöter (Viking Quest, Fernsehfilm)
- 2018: The Hurricane Heist
- 2018: 12 Monkeys (Fernsehserie, 2 Episoden)
- 2022: The Devil’s Light (Prey for the Devil)

## Einzelnachweis
1. ↑  Andreas Wiseman: Ben Cross Dies: ‘Chariots Of Fire’, ‘Star Trek’ & ‘First Knight’ Star Was 72. In: Deadline.com. 18. August 2020, abgerufen am 18. August 2020 (englisch).

| Personendaten    | Personendaten                           |
| ---------------- | --------------------------------------- |
| NAME             | Cross, Ben                              |
| ALTERNATIVNAMEN  | Cross, Harry Bernard (Geburtsname)      |
| KURZBESCHREIBUNG | britischer Schauspieler                 |
| GEBURTSDATUM     | 16. Dezember 1947                       |
| GEBURTSORT       | London, England, Vereinigtes Königreich |
| STERBEDATUM      | 18. August 2020                         |
| STERBEORT        | Wien, Österreich                        |